# 千葉千惠巳
千葉千恵巳（日语：／ Chiba Chiemi，1975年2月25日—），是一名日本女性聲優。埼玉縣川口市出身。1993年4月7日作為J-Pop樂隊Aurora Gonin Musume的成員首次亮相。原本是舞台劇演員，因替小魔女DoReMi中的春風DoReMi配音而人氣上升。

## 概要
- 原本是劇團3〇〇（さんじゅうまる）所屬的舞台女演員。
- 父親似乎曾是暴走族。
- 綽號有小千、小千葉等。
- 與前同一事務所（81 Produce）的櫻井孝宏友好。

## 參與電視動畫
主要角色以粗體字来顯示。
1999年
- 小魔女Doremi系列 - 春風Doremi
- 封神演義 - 胡喜媚

2000年
- 小魔女Doremi 系列 - 春風Doremi
- 捍衛者 - 浮矢朗美
- 外星人寶寶 - 汪喵（ワンニャー）

2001年
- 小魔女Doremi 系列 - 春風Doremi
- 妹妹公主 - 雛子
- 秀逗美眉 - 霧里七華
- 天使領域 - 藤崎有栖

2002年
- 妹妹公主 RePure - 雛子
- 十二國記 - 桂桂

2003年
- 愛的魔法 - 栗丘舞穗

2005年
- TSUBASA翼 - 貓依護刃
- 黑貓 - 霧崎恭子

2006年
- 小心啊公主 - 凱倫、巴·拿拿

2008年
- 出包王女 - 澤田未央、魔法少女恭子

2009年
- 戀愛班長 - 小迷迷
- 更多出包王女 - 澤田未央、魔法少女恭子

2010年
- STAR DRIVER 閃亮的塔科特 - 品田·紅緒
- 戀愛班長 - 小迷迷

2012年
- 出包王女DARKNESS - 澤田未央

2013年
- 新薔薇少女 - 雪華綺晶[2]
- Walkure Romanze 少女騎士物語  - 菲奧娜·貝克福德

2015年
- 出包王女DARKNESS 2nd - 澤田未央

2016年
- 虎面人W（山科琉璃子[3]）

2017年
- KiraKira☆光之美少女 A La Mode（比博麗）

2018年
- 我喜歡的妹妹不是妹妹（雛子）

2020年
- 小魔女Doremi系列 - 春風Doremi

## OVA
- FLCL -
- 出包王女 - 澤田未央、魔法少女恭子

## 電視遊戲
- 妹妹公主 - 雛子
- 愛神餐館 - 萊絲．凱哥尼
- 小魔女Doremiー「ないしょのまほう」 - 春風Doremi

## 手機遊戲
- 東京放課後召喚師 - エーコー(艾可)、シーワンムウ(西王母)

## 角色單曲
- 小魔女Doremi系列「ス」のつく恋人（春風Doremi）

## 外部連結
- （日語）オフィスぎんがみ[永久]
- （日語）Office海風個人介紹 （页面存档备份，存于）
- （日語）千葉千恵巳 官方博客（页面存档备份，存于）
- 千葉千恵巳的X（前Twitter）